# Grünenplan
Grünenplan - obszar wolny administracyjnie (gemeindefreies Gebiet) w Niemczech w kraju związkowym Dolna Saksonia, w powiecie Holzminden. Teren jest niezamieszkany.  